# Milena Martines
Milena dos Santos Martines ou Milena Martines (São Paulo, 6 de julho de 1991) é uma atriz brasileira que ficou mais conhecida após interpretar a vilã Thalita no elenco principal de Julie e os Fantasmas. Também já trabalhou em vários musicais.

## Biografia e carreira
Martines iniciou o curso de teatro no Studio Beto Silveira, em São Paulo, aos 10 anos de idade. Aos 13 anos conseguiu tiirar o DRT (registro da Delagacia Regional do Trabalho para atores profissionais). Em 2019 iniciou carreira como comissária de bordo.

## Filmografia

### Televisão
| Ano  | Título                | Papel     | Nota                    | Ref.  |
| ---- | --------------------- | --------- | ----------------------- | ----- |
| 2011 | Julie e os Fantasmas  | Thalita   |                         |       |
| 2015 | Festa Hi-5            | Mile      | Ela mesma               | [ 1 ] |
| 2017 | Adotada               | Ela mesma | Episódio: "Casa Atores" |       |
| 2018 | Fábrica de Casamentos | convidada | 28 de abril de 2018     |       |